# Mario Batković
Mario Batković (* 1980 in Banja Luka, Jugoslawien) ist ein Schweizer Komponist und Akkordeonist.

## Leben
Mario Batković erlernte als Kind autodidaktisch das Akkordeonspielen. Er lebt seit Anfang der 1990er Jahre in der Schweiz. Er studierte an der Hochschule für Musik in Basel sowie an der Hochschule für Musik, Theater und Medien Hannover.
Er war als Akkordeonist, Sänger und Komponist Mitglied der Berner Mundartband Kummerbuben. 2017 war er als Akkordeonist Teil der Band Stiller Has, auf deren Album Endosaurusrex er bei 6 der 12 Stücke auch Komponist war. Er komponierte Musik für mehrere Dokumentar- und Spielfilme und war einer von mehreren Komponisten, die die Musik für das Computerspiel Red Dead Redemption 2 (2018) geschrieben haben. 2022 wurde das Werk „Aberratio“ vom Deutschen Symphonie-Orchester (DSO) uraufgeführt. Im Jahr 2024 komponierte Mario Batkovic „Brenodor“, ein Werk in vier Sätzen, das an die gleichnamige keltische Stadt auf der Engehalbinsel erinnert. Es handelt sich um eine Auftragskomposition für das Berner Symphonie Orchester.

## Werke

### Diskographie als Solo-Akkordeonist
- Batković Solo, Veruston VTR002, 2015 (dasselbe mit zwei zusätzlichen Tracks als Mario Batkovic, Invada INV165CD, 2017)
- Introspectio, Invada INV258CD, 2021

### Filmmusik (Auswahl)
- Der Imker (Dokumentarfilm von Mano Khalil), 2013
- Die Schwalbe (Spielfilm von Mano Khalil), 2016
- Nachbarn (Spielfilm von Mano Khalil), 2021
- Mad Heidi (Spielfilm), 2022

### Noten
- Works, Müller & Schade, ISMN 9790500239932

## Auszeichnungen
- Schweizer Musikpreis, 2023
- Anerkennungspreis des Kantons Bern, 2015[4]